# Charles Tournemire
Charles Arnould Tournemire (ur. 22 stycznia 1870 w Bordeaux, zm. 4 listopada 1939 w Arcachon) – francuski kompozytor i organista.

## Życiorys
Podstawy edukacji muzycznej otrzymał w rodzinnym Bordeaux, gdzie w wieku zaledwie 11 lat został organistą w kościele św. Piotra, w później w bazylice św. Seweryna. W latach 1886–1891 student Konserwatorium Paryskiego, gdzie uczył się kompozycji u Césara Francka i gry na organach u Charlesa-Marie Widora. Był też uczniem Vincenta d’Indy’ego w Schola Cantorum de Paris. W 1898 roku jako następca Gabriela Pierné objął stanowisko organisty tytularnego bazyliki św. Klotyldy w Paryżu. W 1903 roku za kantatę Le sang de la sirène zdobył główną nagrodę w konkursie muzycznym miasta Paryża. W 1919 roku otrzymał posadę profesora kameralistyki w Konserwatorium Paryskim. Wiele czasu spędzał na wyspie Ouessant w Bretanii, skąd czerpał inspirację do wielu swoich utworów.

## Twórczość
Jego dorobek obejmuje 73 opusy, zróżnicowane pod względem gatunkowym. Początkowo tworzył w stylu eklektycznym, łącząc dorobek muzyki późnoromantycznej z nawiązaniami do twórczości Francka i Debussy’ego. W połowie lat 20. XX wieku wypracował własny, indywidualny styl, cechujący się wykorzystaniem skal modalnych oraz mistyczno-medytacyjnym klimatem, wypływającym z inspiracji Biblią i tradycją chrześcijańską. Był wysoko ceniony jako organista. Nawiązując do J.S Bacha stworzył L’orgue mystique, cykl opartych na melodiach chorału gregoriańskiego 51 suit organowych przeznaczonych na każdą niedzielę roku liturgicznego.
Był autorem prac César Franck (1931), Précis d’exécution, de registration et d’improvisation à l’orgue (1936) i Petite méthode d’orgue (1949).

## Ważniejsze kompozycje
(na podstawie materiałów źródłowych)

### Utwory orkiestrowe
- 8 symfonii (I „Romantyczna” 1900, I „Ouessant” 1909, III „Moskwa” 1913, IV „Pages symphoniques” 1912–1913, V „De la montagne” 1913–1914, VI na tenora, chór, organy i orkiestrę do słów z Pisma Świętego 1915–1918, VII „Les danses de la vie” 1918–1922, VIII „La symphonie du triomphe de la mort” 1920–1924)
- Poème na organy i orkiestrę (1909–1910)

### Utwory kameralne
- Sonata skrzypcowa (1892–1893)
- Sonata wiolonczelowa (1894)
- Andante na róg i fortepian (1896)
- Suita na atówkę i fortepian (1897)
- Kwartet fortepianowy (1897–1898)
- Trio fortepianowe (1901)
- Poème na wiolonczelę i fortepian (1908)
- Pour une épigramme de Théocrite na 3 flety, 2 klarnety i harfę (1910)
- Musique orante na kwartet smyczkowy (1933)
- Sonate-poème na skrzypce i fortepian (1935)

### Utwory organowe
- Andantino (1894)
- Sortie (1894)
- Offertoire (1894–1895)
- Pièce symphonique (1899)
- Suite de morceaux I (1901) i II (1902)
- Triple choral (1910)
- L’orgue mystique (1927–1933)
- 6 Fioretti (1932)
- Fantaisie symphonique (1933–1934)
- Petites fleurs musicales (1933–1934)
- 7 chorals-poèmes (1935)
- Postludes libres (1935)
- Symphonie-choral (1935)
- Symphonie sacrée (1936)
- Suite évocatrice (1938)
- 2 fresques symphoniques sacrées (1938–1939)

### Utwory fortepianowe
- Sérénade (1896)
- Sonata (1899)
- Sarabande (1901)
- Rhapsodie (1904)
- Poème mystique (1908)
- 12 Préludes-poèmes (1932)
- Cloches de Châteauneuf-du-Faou (1933)
- Études de chaque jour (1934)

### Kantaty
- Le sang de la sirène, słowa Marcel Brennure według Anatole’a Le Braza (1903)
- trylogia Faust – Don Quichotte – St François d’Assise na głosy solowe, chór i orkiestrę do słów Christophera Marlowe’a i Miguela de Cervantesa (1916–1929)
- Apocalypse de St Jean na tenora, chór, orkiestrę i organy według Apokalipsy św. Jana (1936)
- La douloureuse Passion du Xrist na 3 głosy solowe, chór, organy i orkiestrę według Anny Katarzyny Emmerich (1937)

### Opery
- Les Dieux sont morts, libretto Eugène Berteaux (1912, wyst. Paryż 1924)
- La légende de Tristan, libretto Albert Pauphilet (1926)
- Il poverello di Assisi, libretto Joséphin Péladan (1938)